# Пальма, Омар
Омар Пальма (исп. Omar Palma; 12 апреля 1958, Кампо-Ларго — 7 октября 2024, Росарио, Санта-Фе) — аргентинский футболист и тренер.

## Карьера

### Клубная
Начинал карьеру в молодёжной академии «Росарио Сентраль». Дебютировал в основном составе команды в 1979 году. В 1986 году выступал за «Колон». В том же году вернулся в «Росарио Сентраль». В сезоне 1986/87 стал лучшим бомбардиром чемпионата Аргентины по футболу и чемпионом страны. В 1987 году перешёл в «Ривер Плейт». С 1989 по 1992 год выступал за мексиканский «Веракрус», после чего снова вернулся в состав «Росарио Сентраль», где и завершил карьеру.

### Политическая
После завершения карьеры футболиста Омар Пальма вступил в Хустисиалистскую партию Аргентины. В 2005 году был избран президентом муниципалитета Санта-Фе города Ибарлучеа. Проработал в должности до 2009 года.

### Тренерская
В марте 2011 года Омар Пальма стал техническим директором «Росарио Сентраль», в июне покинул клуб из-за разногласий с руководством. Через некоторое время возглавил «Сентраль Кордову». Ушёл из клуба в 2012 году.
Пальма умер от инсульта, перенесённого утром 30 сентября, в отделении интенсивной терапии Итальянского госпиталя Росарио вечером 7 октября 2024 года в возрасте 66 лет.